# Городецкий сельсовет (Быховский район)
Городе́цкий сельсовет — упразднённая административная единица на территории Быховского района Могилёвской области Белоруссии. Решением Могилёвского облисполкома 23 декабря 2009 года Городецкий сельсовет на территории Быховского района был упразднён. Населённые пункты, относящиеся к нему, 25 января 2010 года были переданы в состав Холстовского сельсовета.

## История
С 27.7.1941 по 28.6.1944 территория сельсовета была оккупирована фашистскими войсками.
Названия:
- Городецкий сельский Совет депутатов трудящихся
- с 7.10.1977 — Городецкий сельский Совет народных депутатов
- с 15.3.1994 — Городецкий сельский Совет депутатов[3].

Административная подчинённость:
- в Быховском районе[3].

## Состав
Включал 7 населённых пунктов:
- Гута
- Бросовинка — деревня.
- Городец — деревня.
- Замошье — деревня.
- Лубянка — деревня.
- Резки — деревня.
- Селиба — деревня.